# 황재윤
황재윤(黃在閏, 2003년 3월 18일 ~ )는 대한민국의 축구 선수로 포지션은 골키퍼이며 현재 K리그1 수원 FC 소속이다.